# آرا دینکجیان
آرا دینکجیان (ارمنی: Արա Տինքճեան؛ انگلیسی: Ara Dinkjian؛ زادهٔ ۱۸ ژوئن ۱۹۵۸) موسیقی‌دان، ترانه‌سرا و پرفورمانس ارمنی‌تبار اهل ایالات متحده آمریکا است. وی بانی گروه موسیقی Night Ark می‌باشد. دیکنجیان یکی از مطرح‌ترین نوازندگان ساز عود در جهان می‌باشد. وی از سال ۱۹۸۶ میلادی تاکنون مشغول فعالیت بوده‌است.

## زندگی‌نامه
وی در ۱۸ ژوئن ۱۹۵۸ در نیوجرسی به دنیا آمد و از مدرسه هارت فارغ‌التحصیل گشت. .